# 佐野町 (栃木県)
佐野町（さのまち）は栃木県の南西部、安蘇郡に属していた町である。安蘇郡役所の所在地であった。

## 地理
- 河川：秋山川

## 歴史
- 1889年（明治22年）4月1日 - 町村制施行により以前の佐野町がそのまま安蘇郡佐野町となる。
- 1934年（昭和9年）11月11日 - 町内で陸軍特別大演習。寺岡野外統監部が設けられて昭和天皇が行幸[1]。
- 1943年（昭和18年）4月1日 - 界村、犬伏町、堀米町、旗川村と合併し佐野市（初代）となる。
- 2005年（平成17年）2月28日 - 佐野市が田沼町、葛生町と合併し、佐野市（2代目）となる。

## 行政
- 佐野町長

| 代 | 氏名       | 就任                      | 退任                       | 備考           |
| -- | ---------- | ------------------------- | -------------------------- | -------------- |
| 1  | 村山半     | 1889年（明治22年）5月7日  | 1893年（明治26年）5月3日   |                |
| 2  | 村山半     | 1893年（明治26年）5月4日  | 1894年（明治27年）4月6日   |                |
| 3  | 亀田朋次郎 | 1894年（明治27年）4月7日  | 1898年（明治31年）3月30日  |                |
| 4  | 亀田朋次郎 | 1898年（明治31年）4月18日 | 1899年（明治32年）5月1日   |                |
| 5  | 村山半     | 1899年（明治32年）5月17日 | 1899年（明治32年）8月17日  |                |
| 6  | 津久居彦七 | 1899年（明治32年）11月4日 | 1900年（明治33年）11月21日 |                |
| 7  | 村山半     | 1900年（明治33年）12月7日 | 1902年（明治35年）1月27日  |                |
| 8  | 矢部一郎   | 1902年（明治35年）2月18日 | 1904年（明治37年）4月11日  |                |
| 9  | 亀田朋次郎 | 1904年（明治37年）5月9日  | 1908年（明治41年）5月2日   |                |
| 10 | 飯塚健蔵   | 1908年（明治41年）6月6日  | 1911年（明治44年）12月15日 |                |
| 11 | 大川才次郎 | 1912年（明治45年）4月2日  | 1916年（大正5年）3月29日   |                |
| 12 | 大川才次郎 | 1916年（大正5年）3月30日  | 1920年（大正9年）3月29日   |                |
| 13 | 大川才次郎 | 1920年（大正9年）3月30日  | 1924年（大正13年）3月29日  |                |
| 14 | 近藤貞吉   | 1924年（大正13年）3月31日 | 1928年（昭和3年）3月30日   |                |
| 15 | 大川才次郎 | 1928年（昭和3年）6月1日   | 1932年（昭和7年）5月31日   |                |
| 16 | 亀田甚一   | 1932年（昭和7年）6月1日   | 1936年（昭和11年）5月31日  |                |
| 17 | 亀田甚一   | 1936年（昭和11年）6月1日  | 1940年（昭和15年）4月30日  |                |
| 18 | 山田元吉   | 1940年（昭和15年）6月6日  | 1942年（昭和17年）8月28日  |                |
| 19 | 小泉善一郎 | 1942年（昭和17年）9月9日  | 1943年（昭和18年）3月31日  | 佐野市長に就任 |

- 出典:『栃木県町村合併誌 第三巻下』, p. 89-90

## 交通
- 東武佐野線
  - 佐野町駅（現:佐野市駅）
  - 佐野駅